# Bajo la rosa
Bajo la Rosa es una película española de drama y suspenso psicológico, escrita, dirigida y producida por Josué Ramos.

## Sinopsis
Sara, la hija pequeña de Oliver y Julia, desaparece. Los días pasan sin noticias de la niña, hasta que una mañana reciben una carta de alguien que dice tener a Sara retenida y que solo quiere una cosa: ir a hablar con ellos esa misma noche.

## Reparto

### Principal
- Ramiro Blas como Hombre de negro.
- Pedro Casablanc como Oliver Castro.
- Elisabet Gelabert como Julia Francés.
- Zack Gómez como Álex Castro.

### Secundario
- Piero Olmedo como Vendedor de arma.
- Patricia Olmedo como Sara Castro.
- Miquel Insua como Inspector Lorenzo Torres.
- Ignacio Fernández como Bruno.
- Eva Llorach como Mujer del Hombre de negro.

## Producción
La película se rodó en Madrid en tan solo 10 días.

## Recepción
Este sorprendente thriller psicológico escrito, dirigido y producido por el propio Ramos, contó con más de 50 selecciones en festivales internacionales y ganó 30 premios en menos de un año: San Diego, Chicago Latino, Feratum, Festival de Cine de Madrid , Festival Nocturna, Maryland, Oaxaca...
El film ha tenido una excelente acogida de crítica y público, y sus derechos han sido opcionados por la productora de Chris Hemsworth en Hollywood para realizar un remake americano, además de otro en México titulado Confesiones.